# Eliurus
Eliurus — вид гризунів родини Незомієві (Nesomyidae). Рід включає близько десяти ендеміків Мадагаскару.

## Опис
Ці тварини мають м'яке хутро, вони зверху сіро-коричневі або сірі, низ і кінцівки світло-сірі. Голова й тіло довжиною від 8 до 18 сантиметрів, довжина хвоста від 8 до 21 сантиметрів, а вага від 35 до 100 грамів.

## Звички
Ці тварини живуть в основному в тропічних лісах на висотах 2000 метрів. Вони ведуть нічний спосіб життя і тримаються в основному на деревах, але деякі види, є відомості, проводять день в норах. Їх раціон складається з насіння і плодів.